# Vicente Filísola
Vicente Filísola (né Vincenzo Filizzola; vers 1785 - 23 juillet 1850) est une personnalité militaire et politique espagnole et mexicaine d’origine italienne au cours du XIXe siècle. Il est surtout connu pour son rôle dans l’annexion éphémère de l’Amérique centrale par le Mexique entre 1822 et 1823.
Pendant la guerre américano-mexicaine, Filísola commande l’une des trois divisions de l’armée mexicaine.
Vicente Filísola meurt du choléra à Mexico le 23 juillet 1850 vers l’âge de 65 ans.

## Source
- (en) Cet article est partiellement ou en totalité issu de l’article de Wikipédia en anglais intitulé « Vicente Filísola » (voir la liste des auteurs).